# Demétrio Cantemiro
Demétrio Cantemiro foi estadista e estudioso moldavo, otomano e russo, senhor do Principado da Moldávia, príncipe russo e do Sacro Império Romano. Membro da Academia de Ciências da Prússia, convidado pessoalmente por Gottfried Wilhelm Leibniz. 
Filho do gospodar da Moldávia, formou-se na Escola Patriarcal de Constantinopla e era uma das mentes mais instruídas de seu tempo. Poliglota.
Na cabeça da Moldávia, ele a colocou sob a proteção de Pedro, o Grande, e após a retirada do czar russo emigrou para a Rússia.
Ideólogo-chefe das reformas de Pedro, o Grande, e da modernização da Rússia. Sua filha é a amante de Pedro, o Grande, e tem um filho do czar russo, mas a criança morre. Pedro, o Grande, planeja que esse filho o suceda à frente do Império Russo.
Demétrio Cantemiro marca o início do Iluminismo no Oriente diante dos enciclopédicos franceses.